# 시크릿 옵세션
《시크릿 옵세션》(Secret Obsession)은 미국에서 제작된 피터 설리반 감독의 2019년 스릴러 드라마 영화이다. 2019년 7월 18일 넷플릭스에서 방영했다.

## 출연
주연
- 브렌다 송 - 제니퍼 윌리엄스 역
- 마이크 보겔 - 러셀 윌리엄스 역

조연
- 데니스 헤이스버트 - 프랭크 페이지 형사 역
- 애슐리 스콧 - 간호사 매스터스 역
- 폴 슬론 - 짐 칸 역